# Фокс-Амфу
Фокс-Амфу (фр. Fox-Amphoux) — коммуна на юго-востоке Франции в регионе Прованс — Альпы — Лазурный берег, департамент Вар, округ Бриньоль, кантон Флейоск.
Площадь коммуны — 40,76 км², население — 415 человек (2006) с тенденцией к росту: 483 человека (2012), плотность населения — 12,0 чел/км².
Родина Барраса, который руководил Французским государством прежде прихода к власти Наполеона.

## Население
Население коммуны в 2011 году составляло — 467 человек, а в 2012 году — 483 человека.
| 1962 | 1968 | 1975 | 1982 | 1990 | 1999 | 2006 | 2011 | 2012 |
| ---- | ---- | ---- | ---- | ---- | ---- | ---- | ---- | ---- |
| 253  | 229  | 248  | 287  | 349  | 375  | 415  | 467  | 483  |

Динамика населения:

## Экономика
В 2010 году из 272 человек трудоспособного возраста (от 15 до 64 лет) 176 были экономически активными, 96 — неактивными (показатель активности 64,7%, в 1999 году — 55,8%). Из 176 активных трудоспособных жителей работали 153 человека (83 мужчины и 70 женщин), 23 числились безработными (9 мужчин и 14 женщин). Среди 96 трудоспособных неактивных граждан 14 были учениками либо студентами, 45 — пенсионерами, а ещё 37 — были неактивны в силу других причин.
На протяжении 2010 года в коммуне числилось 196 облагаемых налогом домохозяйств, в которых проживало 423,5 человека. При этом медиана доходов составила 16 тысяч 525 евро на одного налогоплательщика.